# Peter Dinzelbacher
Peter Dinzelbacher (ur. 14 lipca 1948 w Linzu) – austriacki historyk, wykłada na Uniwersytecie Wiedeńskim. Jest redaktorem pisma "Mediaevistik".

## Wybrane publikacje
- Heilige oder Hexen? 1997
- Die letzten Dinge. Himmel, Hölle, Fegefeuer im Mittelalter. (Taschenbuch) 2002.
- Leksykon mistyki, wyd. Verbinum, Warszawa 2002